# Лагерь в селе Вечичи
Лагерь в селе Вечичи (серб. Логор у селу Вечићи)  — один из крупнейших концлагерей для сербов, созданный в муниципалитете Котор-Варош во время Боснийской войны (1992–1995). Лагерь стал местом массового насилия и жестокого обращения с сербскими гражданскими лицами и военнопленными. Его деятельность является одним из трагических эпизодов этнических конфликтов в Боснии и Герцеговине.

## Создание лагеря
11 июня 1992 года члены мусульманско-хорватских военизированных формирований (местные жители) из района муниципалитета Котор-Варош в этой деревне организовали лагерь для сербов по приказу командира Алагича Раифа. В этой деревне заключённых часто переводили из одного учреждения в другое, так что можно было сделать вывод, что вся деревня Вечичи была концлагерем для сербов в течение определенного периода времени.
В настоящее время идентифицированы следующие объекты, использовавшиеся для содержания заключённых. Они делились на две части: военную и гражданскую:
- подвал дома Хибич Касима,
- сгорела летняя кухня Хибич Касима, недалеко от главного корпуса
- гараж и склад магазина (раньше была кофейня) Рефик Ботич,
- Сарай Алии Алагич,
- дом Хибича Хайрии, Джемаля и Джанко,
- магазин и дом Бербич Рамиза,
- дом Билич Хайрие,
- дом, где находился командный этаж[3].

## Функционирование лагеря
На протяжении лета 1992 года в лагерь доставляли узников. Вот основные события:
- 13.06-14.07.1992 года Сюда были доставлены два сербских гражданских лица: отец и сын. В тот же день женщину доставили из места содержания под стражей в деревне Постолье, муниципалитет Котор Варош, в комнату, где уже находились один серб и один босняк (этот босняк был схвачен и заключен в тюрьму, потому что он и его сыновья сдали оружие. Сербов и обвиняется в пособничестве четникам).
- 24.07.1992 года Пленный сербский гражданский был доставлен в этот лагерь в Он оставался под стражей 52 дня / три месяца и 18 дней.
- 27.07.1992 года Пятеро пленных сербских солдат были доставлены сюда из места содержания под стражей в селе Равне муниципалитета Котор-Варош. Некоторые из заключенных умерли через три или четыре дня в результате пыток и жестокого обращения, а некоторые были увезены в неизвестном направлении через двадцать дней и убиты / расстреляны.
- 23.08.1992 года 12-летний мальчик сербской национальности был доставлен сюда из места заключения в деревне Чиркино Брдо.

Методы обращения с узниками в лагере были схожи с теми, что применялись в других лагерях, однако здесь использовались и уникальные формы насилия. Среди заключённых были раненые, которые умирали от полученных травм, а также пожилые люди. Наиболее жестоко обращались с сербскими военнопленными.

## Виновные в жестоком обращении
Аресты и пытки заключённых осуществлялись членами боснийско-хорватской диверсионно-террористической группы (ДТГ) из Вечичей. Среди наиболее активных участников жестокого обращения были:
- Зехер Рама («Парага») — лидер ДТГ, известный своей особой жестокостью;
- Миралем Смайлович — следователь, проводивший допросы;
- Нурия Бербич — охранник;
- Миралем Алагич, Анту Барич, Рама Бербич («Рапа»), Сулейман Бербич («Суля»), Джемал Билич («Жемка»), Мухамед Билич («Мешо»), Джамил Билич, Марко Белобрк, Миралем Ботич, Иван Бркич, Мухарем Вунич, Каранфаджад Зец, Джим Зецов, Ниско Ковачич, Шекиб Лозич, Суада Мензил, Мато Пилич, Эса Рамич («Турчин»), Мухамед Садикович, Миралем Смаилович, Найко Хибич, Мирсад Татар, Неджад Хибич, Сеад Хибич и другие.

Особую жестокость проявляли:
- Неджиб Алагич;
- Раиф Алагич;
- Сулейман Гргич;
- Борислав Пиличич («Боро»);
- Хасиб Татар («Бибан»);
- Джевад Туран.

Многие из этих людей были знакомы с заключёнными ещё до войны, а некоторые даже были их соседями. Охранники и следователи утверждали, что в лагере также содержались лица, обвиняемые в краже и продаже оружия. С июня по ноябрь 1992 года члены мусульманско-хорватских формирований из Вечичей совершали нападения на сербские деревни в муниципалитете Котор-Варош.

## Закрытие лагеря
Лагерь прекратил своё существование 2 ноября 1992 года, когда члены военизированных формирований, удерживавших лагерь, начали отступление в сторону Травника. Они взяли с собой пленных и боеприпасы, однако попали в засаду, организованную армией Республики Сербской. В результате пленные были освобождены.